# Resolució 1787 del Consell de Seguretat de les Nacions Unides
La Resolució 1787 del Consell de Seguretat de les Nacions Unides fou adoptada per unanimitat el 10 de desembre de 2007. El Consell va decidir ampliar el període inicial de la Direcció Executiva del Comitè contra el Terrorisme (CTED) fins al 31 de març de 2008.

## Detalls
El Consell va demanar al Director Executiu del CTED que recomani, en un termini de 60 dies, els canvis que consideri oportuns al pla organitzatiu i que els enviï al Comitè contra el Terrorisme per a la seva consideració i aprovació prèvia 31 de març de 2008.
El CTED es va establir mitjançant la resolució 1535 (2004) amb una missió política especial sota l'orientació política del Ple del Consell.
Després de la votació unànime, el representant de Qatar va dir que la seva delegació havia votat a favor de la resolució, tot i que algunes de les seves observacions no s'havien reflectit en el text. El Consell havia estat tractant amb el terrorisme sense una definició clara del terme i no havia pogut tractar les causes fonamentals del fenomen. Qatar el va instar a trobar una definició clara del fenomen i les seves causes fonamentals.
També hi havia una falta de coordinació, va dir, i va assenyalar que uns 24 òrgans de la Secretaria tractaven del terrorisme. Hi va havia una clara falta de precisió en l'avaluació dels esforços dels Estats membres per implementar la resolució i un desequilibri en el nombre de visites a països del Sud en comparació amb els països del Nord. A més, el Comitè i la Direcció no havien fet prou per implementar la resolució 1624 (2005), que se centrava en la incitació al terrorisme i la importància de no distorsionar símbols religiosos o culturals.
El representant de Panamà va manifestar que la decisió presa avui es justificava pel recent nomenament de Mike Smith, el nou director.